# 2025年世界运动会奥地利代表团
奥地利将参与于2025年8月7日至17日在成都举办的2025年世界运动会。

## 参赛者统计
下表列出参与本届世运会的奥地利运动员。
| 大项 | 男子 | 女子 | 合计 |
| ---- | ---- | ---- | ---- |
| 拳球 | 10   | 0    | 10   |
| 合计 | 10   | 0    | 10   |

## 拳球
奥地利因在2023年世锦赛排名第二获得男子赛事参赛资格。